# Kenny de Schepper
Kenny de Schepper (Bordeaux, 29 de maio de 1987) é um tenista profissional francês.